# 元旦ビューティ工業
元旦ビューティ工業株式会社（がんたんビューティこうぎょう）は、金属屋根製品のメーカー。

## 概要
社名は、1月1日（元旦）生まれの創業者で現代表取締役会長の舩木元旦の名前に由来し、同社のラジオCMでも「元旦は会長（社長）の名前です」と説明している。名前の読みは「がんたん」ではなく「もとかつ」、元々は舩木の愛称であった。
2024年12月に株式会社Sunnyによる株式公開買付けが成立。元旦ビューティ工業は2025年3月21日に株式併合により上場廃止となった。

## 主な製品
- 金属屋根
- 太陽光発電
- シート防水
- 住宅向け金属屋根
- 屋根リフォーム
- 屋根カバー工法
- DIY
- 金属屋根緑化
- サーナルーフ、スチール防水屋根

### 廃止製品
- テクノトラスシステム
- デザイン床
- 防藻塗料
- イオン快適グッズ

## CM
テレビ・ラジオCMが不定期に放送されている。かつては歌手の田端義夫をイメージキャラクターに起用したCMを流していたことがある。
元旦内樋という製品のテレビCM 「気になるジングル」篇では、「元旦内樋」というワードを繰り返す事で、製品名が視聴者の記憶に残るように工夫がされている。